# Америчка Девичанска Острва на Светском првенству у атлетици у дворани 1987.
Америчка Девичанска Острва су учествовала на 1. Светском првенству у атлетици у дворани 1987. одржаном у Индијанаполису од 6. до 8. марта. Репрезентацију Америчких Девичанских Острва представљало је четворо атлетичара (3 мушкарац и 1 жена) који су се такмичили у три дисциплине (две мушке и једна женска).
Такмичари Америчких Девичанских Острва нису освојили ниједну медаљу, али је атлетичар Невил Хоџ оборио два национална рекорда. 

## Учесници
| Мушкарци: - Грег Барнс — 60 м - Невил Хоџ — 60 м, 200 м - Џими Флеминг — 200 м | Жене: - Флора Хјасинт — 60 м птрпоне |  |

## Резултати

### Мушкарци
| Атлетичар    | Дисциплина | Лични рекорд | Квалификације | Квалификације | Полуфинале           | Полуфинале           | Финале               | Финале       | Детаљи |
| Атлетичар    | Дисциплина | Лични рекорд | Резултат      | Место         | Резултат             | Место                | Резултат             | Место        | Детаљи |
| ------------ | ---------- | ------------ | ------------- | ------------- | -------------------- | -------------------- | -------------------- | ------------ | ------ |
| Грег Барнс   | 60 м       |              | 6,85          | 6. у гр. 5    | Није се квалификовао | Није се квалификовао | Није се квалификовао | 23 / 40 (47) |        |
| Невил Хоџ    | 60 м       |              | 6,83 НР       | 4. у гр. 4 кв | Није се квалификовао | Није се квалификовао | Није се квалификовао | 21 / 40 (47) |        |
| Невил Хоџ    | 200 м      |              | 21,83 НР      | 4. у гр. 4 кв | 22,26                | 5 у гр. 3            | Није се квалификовао | 15 / 27 (35) |        |
| Џими Флеминг | 200 м      |              | 22,36         | 4. у гр. 5    | Није се квалификовао | Није се квалификовао | Није се квалификовао | 19 / 27 (35) |        |

### Жене
| Атлетичарка   | Дисциплина   | Лични рекорд | Квалификације   | Квалификације   | Финале          | Финале       | Детаљи |
| Атлетичарка   | Дисциплина   | Лични рекорд | Резултат        | Место           | Резултат        | Место        | Детаљи |
| ------------- | ------------ | ------------ | --------------- | --------------- | --------------- | ------------ | ------ |
| Флора Хјасинт | 60 м препоне |              | Није стартовала | Није стартовала | Није стартовала | Без пласмана |        |